# Suctotegeus tumescitus
Suctotegeus tumescitus är en kvalsterart som beskrevs av Sandór Mahunka 1987. Suctotegeus tumescitus ingår i släktet Suctotegeus och familjen Microtegeidae. Inga underarter finns listade i Catalogue of Life.